# Pamela Franklin
Pamela Franklin (Yokohama, 3 febbraio 1950) è un'attrice britannica.

## Biografia
Nata in Giappone, è figlia di un commerciante che viaggiava in tutto il mondo. Infatti è cresciuta in diversi Paesi compresi Hong Kong e Australia.
Dopo aver studiato danza, ha esordito come attrice bambina al cinema all'età di 11 anni nel film Suspense (1961). Interpreta diversi ruoli di giovane coprotagonista in numerose pellicole degli anni '60: Il leone (1962), Il terzo segreto (1964), Tigre in agguato (1964), Flipper contro i pirati (1964) e Nanny, la governante (1965).
Nel 1966 interpreta Kate nella serie TV Quick Before They Catch Us. Dopo altri film come Tutte le sere alle nove (1967), La forca può attendere (1969), nel 1968-1969 recita nei due film per cui probabilmente è maggiormente ricordata ossia La notte del giorno dopo e La strana voglia di Jean. Con quest'ultimo film ha vinto il National Board of Review Award alla miglior attrice non protagonista ed è stata candidata ai Premi BAFTA 1970.
Negli anni '70 appare in Il mostro della strada di campagna (1970), Il potere di Satana (1972), Dopo la vita (1973), Roger il re dei cieli (1970), Il cibo degli dei (1976) e in alcune serie televisive.
Lasciò volontariamente l'attività di attrice nei primi anni '80.

## Vita privata
Nel 1971 ha sposato il collega Harvey Jason, incontrato sul set de Il potere di Satana.

## Filmografia parziale

### Cinema
- Suspense (The Innocents), regia di Jack Clayton (1961)
- Il leone (The Lion), regia di Jack Cardiff (1962)
- Il caso del cavallo senza testa (The Horse Without a Head), regia di Don Chaffey (1963)
- Il terzo segreto (The Third Secret), regia di Charles Crichton (1964)
- Tigre in agguato (A Tiger Walks), regia di Norman Tokar (1964)
- Flipper contro i pirati (Flipper's New Adventure), regia di Leon Benson (1964)
- Nanny, la governante (The Nanny), regia di Seth Holt (1965)
- Tutte le sere alle nove (Our Mother's House), regia di Jack Clayton (1967)
- La notte del giorno dopo (The Night of the Following Day), regia di Hubert Cornfield (1968)
- La forca può attendere (Sinful Davey), regia di John Huston (1969)
- La strana voglia di Jean (The Prime of Miss Jean Brodie), regia di Ronald Neame (1969)
- Il mostro della strada di campagna (And Soon the Darkness), regia di Robert Fuest (1970)
- Il potere di Satana (Necromancy), regia di Bert I. Gordon (1972)
- Roger il re dei cieli (Ace Eli and Rodger of the Skies), regia di John Erman (1973)
- Dopo la vita (The Legend of Hell House), regia di John Hough (1973)
- Il cibo degli dei (The Food of the Gods), regia di Bert I. Gordon (1976)

### Televisione
- Disneyland (Disneyland), negli episodi The Horse Without a Head: The 100,000,000 Franc Train Robbery (1963),  The Horse Without a Head: The Key to the Cache (1963), A Tiger Walks: Part 1 (1966) (filmati d'archivio) e A Tiger Walks: Part 2 (1966) (filmati d'archivio)
- See How They Run (1964) Film TV
- Eagle in a Cage (1965) Film TV
- Quick Before They Catch Us, negli episodi Power of Three: Part 1 (1966), Mark of Distinction: Part 1 (1966), The Weasel Goes Pop: Part 1 (1966), The Weasel Goes Pop: Part 3 (1966) e The Weasel Goes Pop: Part 4 (1966)
- Adam Strange (Strange Report), nell'episodio Report 5055: Cult - Murder Shrieks Out (1969)
- David Copperfield (1969) Film TV
- ITV Saturday Night Theatre, nell'episodio Mrs. Mouse, Are You Within? (1970)
- Reporter alla ribalta (The Name of the Game), nell'episodio Jenny Wilde Is Drowning (1970)
- La fattoria dei giorni felici (Green Acres), nell'episodio Hawaiian Honeymoon (1971)
- Ghost Story, nell'episodio Half a Death (1972)
- Sesto senso (The Sixth Sense), nell'episodio I Did Not Mean to Slay Thee (1972)
- Mistero in galleria (Night Gallery), nell'episodio I Did Not Mean to Slay Thee (1972)
- Jefferson Keyes (Jefferson Keyes), nell'episodio Assault on Gavaloni (1972)
- Bonanza - serie TV, episodio 14x13 (1972)
- The Letters (1973) Film TV
- Intertect (1973) Film TV
- Satan's School for Girls (1973) Film TV
- Love Story, nell'episodio Mirabelle's Summer (1973)
- Le strade di San Francisco (The Streets of San Francisco) – serie TV, episodio 2x18 (1974)
- L'uomo da sei milioni di dollari (The Six Million Dollar Man) – serie TV, episodio 1x03 (1974)
- Cannon, negli episodi The Predators (1972) e Where's Jennifer? (1974)
- Il mago (The Magician), nell'episodio The Illusion of the Fatal Arrow (1974)
- Mannix, nell'episodio A Fine Day for Dying (1974)
- Medical Center, negli episodi Secret Heritage (1971), Time of Darkness (1973) e The Bribe (1974)
- Petrocelli, nell'episodio The Sleep of Reason (1975)
- Thriller, negli episodi Screamer (1974) e Won't Write Home Mom, I'm Dead (1975)
- Crossfire (1975) Film TV
- Insight, nell'episodio Somewhere Before (1975)
- Eleanor and Franklin (1976) Film TV
- Gemini Man, nell'episodio Escape Hatch (1976)
- Sulle strade della California (Police Story), nell'episodio Nightmare on a Sunday Morning (1977)
- Hawaii Squadra Cinque Zero (Hawaii Five-O), nell'episodio To Die in Paradise (1977)
- Trio inseparabile (Westside Medical), nell'episodio Risks (1977)
- Love Boat, nell'episodio Dear Beverly/The Strike/Special Delivery (1977)
- Pepper Anderson agente speciale (Police Woman), nell'episodio Battered Teachers (1978)
- Lucan, nell'episodio You Can't Have My Baby (1978)
- Project UFO, nell'episodio Sighting 4013: The St. Hilary Incident (1978)
- Nel tunnel dei misteri con Nancy Drew e gli Hardy Boys (The Hardy Boys/Nancy Drew Mysteries), negli episodi Defection to Paradise: Part 1 (1978) e Defection to Paradise: Part 2 (1978)
- Barnaby Jones, negli episodi Murder Once Removed (1975) e Focus on Fear (1980)
- Trapper John, nell'episodio Slim Chance (1980)
- Fantasilandia (Fantasy Island), negli episodi Reunion/Anniversary (1978), Let the Goodtimes Roll/Nightmare/The Tiger (1978), Magnolia Blossoms (1979) e The Chateau/White Lightning (1981)
- Vega$, nell'episodio The Killing (1981)

## Doppiatrici italiane
- Serena Verdirosi in Suspense, Il leone
- Sonia Scotti in Project UFO, Love Boat
- Vittoria Febbi in Il terzo segreto